# Jean Ignace Isidore Gérard
Jean Ignace Isidore Gérard (művészneve: Grandville) (Nancy, 1803. szeptember 13. – Vanves, 1847. március 17.) francia karikaturista.

## Élete és munkássága

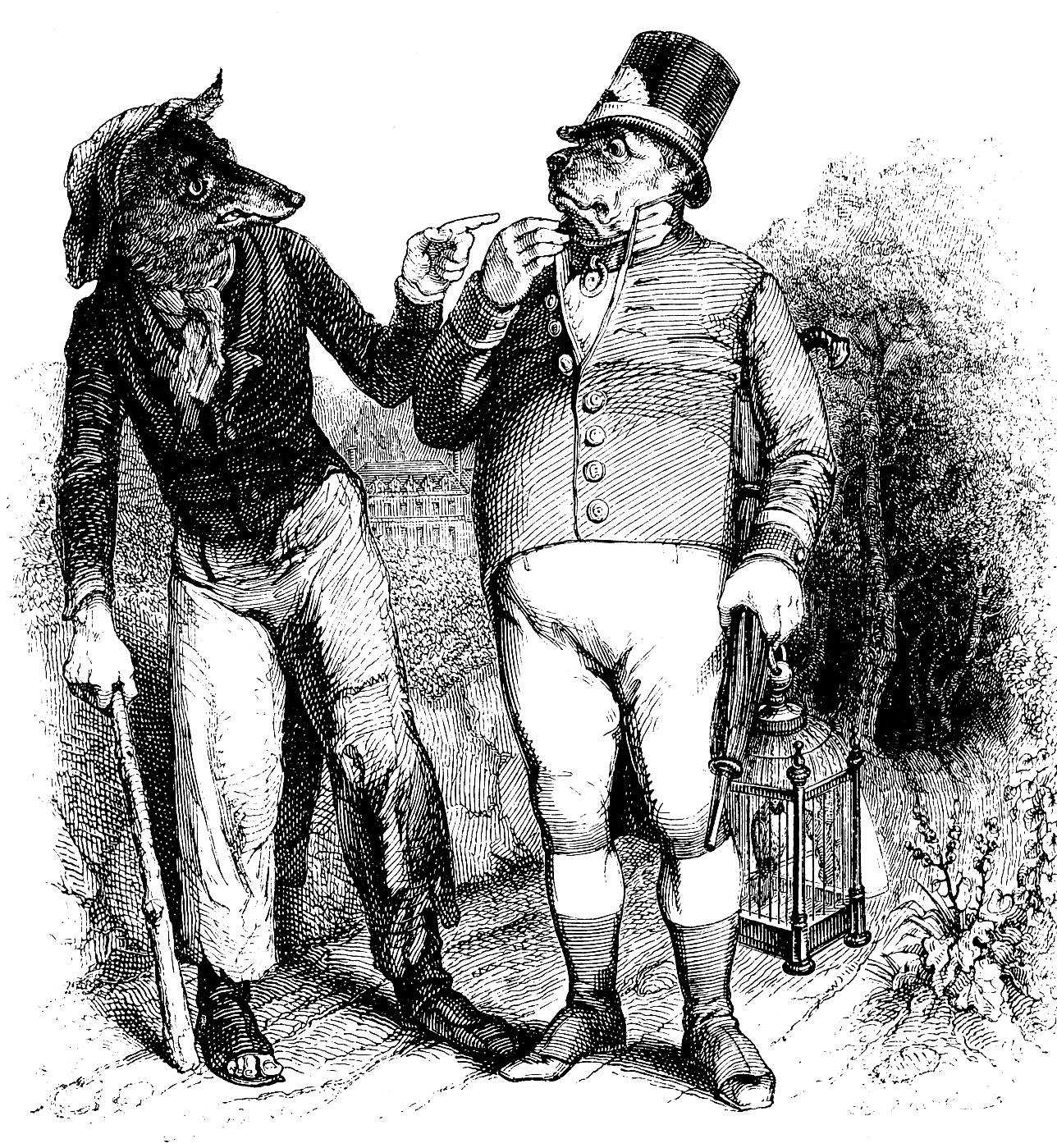
La Fontaine: Farkas és a kutya

Nancyban, Északkelet-Franciaországban született hagyományos artista és színészfamíliában. A Grandville név nagyszülei művészneve volt. Korai grafikai ihleteit az apjától kapta, aki miniatúrákat készített. Huszonnégy évesen Párizsba költözött, ahol hamarosan kiadott egy litográfiai gyűjteményt Les Tribulations de la petite propriété címen. Ezt követte a Les Plaisirs de tout âge and La Sibylle des salons, de a munka, amely az igazi hírnevét meghozta a Les Métamorphoses du jour volt (1828–1829). Ez egy hetven jelenetből álló mű, amelyben embertestű, állatfejű lények szerepelnek. Ezek a képek figyelemre méltóak a rendkívüli készsége miatt, ahogy az emberi jellemvonásokat hitelesen ábrázolta az állatfejekkel. 
E munkának a sikere oda vezetett, hogy sok folyóirat művészi munkatársként jegyezte (Le Silhouette, L'Artiste, La Caricature, Le Charivarie), és politikai karikatúrái, melyeket mély szatirikus humor itatott át, általános népszerűséget hoztak a számára.
Mikor 1835-ben egy karikatúráját elutasították az előzetes cenzúrában, Grandville kizárólag könyvillusztrációk felé fordult, többek között készített képeket La Fonataine meséihez, a Don Quijote-hez, a Gulliver utazásaihoz, és a Robinson Crusoe-hoz. 1847. március 17-én hunyt el Párizs mellett, Vanves-ban.

## Kulturális hatásai
A Queen együttes 1991-es Innuendo albumának, és az arról megjelent kislemezek borítóját Grandville grafikáinak alapján tervezték meg.